# (2491) Tvashtri
(2491) Tvashtri (1977 CB) ist ein ungefähr drei Kilometer großer Asteroid des inneren Hauptgürtels, der am 15. Februar 1977 vom US-amerikanischen Astronomen William Lawrence Sebok am Palomar-Observatorium etwa 80 Kilometer nordöstlich von San Diego, Kalifornien (IAU-Code 675) entdeckt wurde.

## Benennung
(2491) Tvashtri wurde nach Tvashtri benannt, der in der vedischen der göttliche Künstler ist und als Erschaffer aller Lebewesen und der ganzen Welt gilt.